# Église Saint-Samson de Trévou-Tréguignec
Pour les articles homonymes, voir Église Saint-Samson.
L'église Saint-Samson est une église catholique située à Trévou-Tréguignec, dans le département français des Côtes-d'Armor.

## Histoire

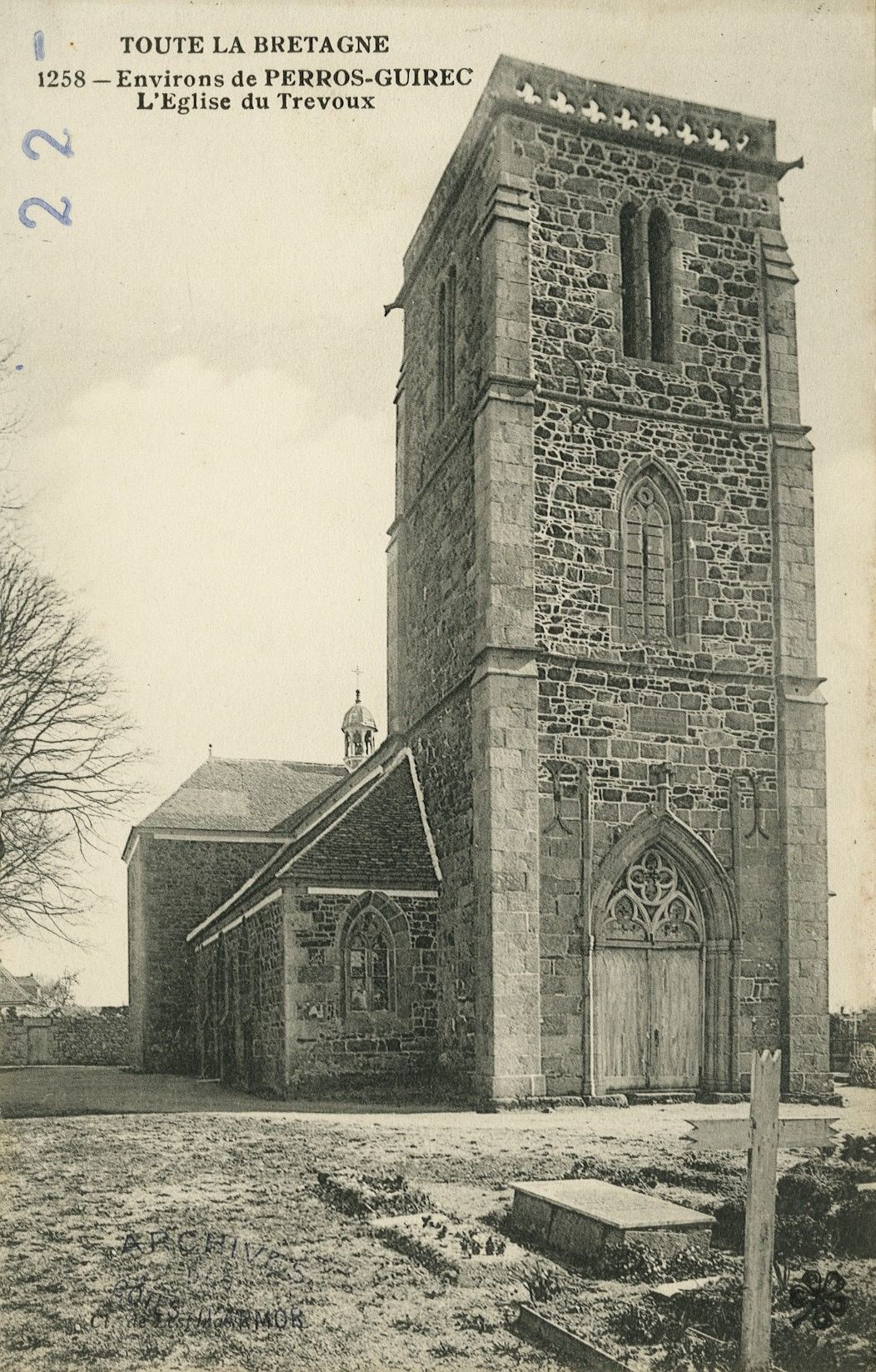
Église du Trévoux.

Il se trouvait à cet endroit une église bâtie en 1848 qui fut frappée par la foudre le 7 septembre 1914 et qui dut être rasée.
En 1922, il n'en restait qu'un baraquement en planches. Après décision de sa reconstruction, la bénédiction de la première pierre a eu lieu le 16 mars 1924.

## Description
Elle contient un chemin de croix.